# Bruno Rangel
Bruno Rangel Domingues, né le 11 décembre 1981 à Campos dos Goytacazes et mort le 28 novembre 2016, était un footballeur brésilien qui évoluait au poste d'attaquant. 
Il meurt le 28 novembre 2016, dans le crash du vol 2933 LaMia Airlines.

## Biographie
Il remporte le championnat brésilien de troisième division avec Joinville. Il termine ensuite meilleur buteur de la Serie B brésilienne en 2013 avec Chapecoense, en inscrivant 31 buts. 
Il dispute 70 matchs en Serie A brésilienne, inscrivant 22 buts, et 10 matchs en Copa Sudamericana, marquant quatre buts. Il remporte à titre posthume la Copa Sudamericana 2016.

## Palmarès

### En club
- Vainqueur du Campeonato Paraense en 2010 avec Paysandu
- Champion du Brésil de D3 en 2011 avec Joinville
- Vainqueur du Campeonato Catarinense en 2016 Chapecoense
- Vainqueur de la Copa Sudamericana en 2016 avec Chapecoense (à titre posthume)

### Distinctions personnelles
- Meilleur buteur de la Serie B brésilienne en 2013 (31 buts)
- Meilleur buteur du Campeonato Catarinense en 2016